# Mashik
Mashik (tiếng Ả Rập: مشيك, cũng đánh vần là Mshik hoặc Msheek) là một ngôi làng Syria nằm trong Phân khu Ziyarah của huyện al-Suqaylabiyah ở Tỉnh Hama. Theo Cục Thống kê Trung ương Syria (CBS), Mashik có dân số là 311 người trong cuộc điều tra dân số năm 2004.